# Cyriel Ryckaert
Cyriel Ryckaert (Boekhoute, 6 augustus 1898 - Kaprijke 21 mei 1980) was een Belgisch geneesheer en politicus.
Hij werd geboren als de oudste van 9 zonen in het gezin van de landbouwer Seraphien Ryckaert (1860-1940) en Marie Coralie Noë (1872-1920). In 1924 behaalde hij de graad van doctor in de genees-, heel- en vroedkunde aan de Rijksuniversiteit Gent. Hij vestigde zich als geneesheer te Kaprijke en verhuisde in 1932 samen met zijn praktijk naar Watervliet.
In Watervliet was hij burgemeester van 1946 tot 1970.